# Ostritz
Ostritz è una città tedesca situata nel Land della Sassonia.
Appartiene al circondario (Landkreis) di Görlitz (targa GR).
Nel suo territorio si trova l'antica abbazia di St. Marienthal.

## Collegamenti esterni

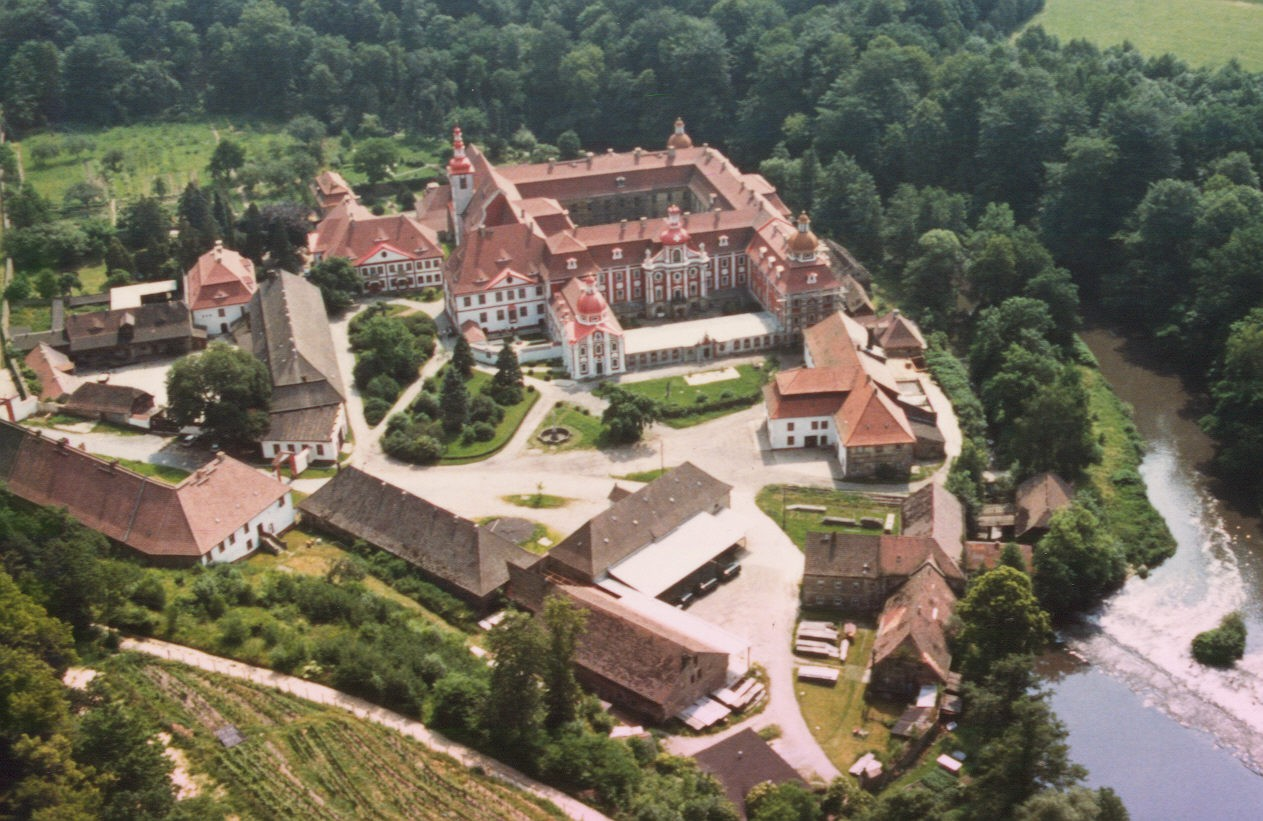
Veduta dall'alto del complesso abbaziale di St. Marienthal